# Мамврејски храст
Мамврејски храст, познат још и као Аврамов храст, је храст за који се верује да је стар преко 3.500 година, и налази се на поседу руског манастира Свете Тројице у Хеврону 2 км од места Мамвре на Западној обали.
Јеврејско предање говори да су пророку Авраму, у његовој 99-ој години, три анђела управо на овом месту објавили вест да ће добити сина. Његов син Исак се родио наредне године. Хришћани верују да ће сушење овога храста најавити крај света и апокалипсу. Храст се осушио 1996. године те је било тумачења да је крај света близу. Године 1998., храст је поново пролистао.